# Hurricane (film polono-britannique, 2018)
Pour les articles homonymes, voir Hurricane.
Pour plus de détails, voir Fiche technique et Distribution.
Hurricane (303. Bitwa o Anglię) est un film polono-britannique réalisé par David Blair, sorti en 2018.

## Fiche technique
- Titre : Hurricane
- Titre original : 303. Bitwa o Anglię
- Réalisation : David Blair
- Scénario : Robert Ryan et Alastair Galbraith
- Musique : Laura Rossi
- Photographie : Piotr Śliskowski
- Montage : Sean Barton
- Costumes :
- Société de production :
- Pays d'origine :  Royaume-Uni- Pologne
- Format :
- Genre :
- Durée : 105 minutes (1 h 45)
- Date de sortie : 
  - Pologne : 17 août 2018
  - Royaume-Uni : 7 septembre 2018

## Distribution
- Iwan Rheon : Jean Zumbach « Donald »
- Milo Gibson : John Kent « Kentowski »
- Stefanie Martini : Phyllis Lambert
- Marcin Dorociński : Witold Urbanowicz  « Kobra »
- Kryštof Hádek : Josef František
- Radosław Kaim : Zdzisław Krasnodębski  « Król »
- Sławomir Doliniec : Witold Łokuciewski « Tolo »
- Filip Pławiak : Mirosław Ferić alias « Ox »
- Kamil Lipka : Siudak
- Adrian Zaremba : Gabriel Horodyszcz
- Damian Dudkiewicz : Jacek Baczewski « Bruce »
- Sam Hoare : Ronald Kellett
- Christopher Jaciow : Zdzisław Henneberg « Dzidek »
- Rafael Ferenc : Ludwik Witold Paszkiewicz